# Neptune (thần thoại)
Neptune (tiếng Latinh: Neptūnus) là thủy thần trong tôn giáo La Mã và thần thoại La Mã, tương tự với vị thần Poseidon trong thần thoại Hy Lạp. Dưới ảnh hưởng của văn hóa Hy Lạp, Neptune được diễn giải là em trai của Jupiter và Pluto, hai vị thần cai quản Thiên đàng và Địa ngục. Tên của ông được đặt cho sao Hải Vương